# Indulto di Agatha Christie
L'indulto di Agatha Christie è un soprannome applicato al permesso concesso nel 1971 da Paolo VI per l'uso molto limitato della messa tridentina in Inghilterra e Galles. È chiamato anche indulto del cardinale Heenan.

## Petizione e concessione
Dopo la revisione, nel 1969, del Messale Romano ad opera di Paolo VI, il poeta Alfred Marnau organizzò una petizione a firma di 57 figure eminenti della vita culturale inglese (anche non cattoliche e non cristiane), con la quale si chiedeva al Papa di permettere l'uso dell'anteriore forma della messa di rito romano. Di tale petizione si pubblicò poi il testo il 6 luglio 1971.
Si racconta che, nell'udienza in cui il cardinale John Carmel Heenan presentò a Paolo VI la domanda degli intellettuali, il Papa, mentre leggeva in silenzio l'elenco dei firmatari, d'improvviso disse ad alta voce "Ah, Agatha Christie" e indicò il suo consenso. Tale storia spiega perché il risultante indulto verniva chiamato informalmente "Indulto di Agatha Christie".
Con missiva del 5 novembre 1971, Annibale Bugnini, segretario della Congregazione per il culto divino, informò il cardinale Heenan che, per autorità concessale da Paolo VI, essa dava agli Ordinari inglesi e gallesi la facoltà di permettere, a favore di determinati gruppi e in occasioni speciali, l'uso della forma 1965 del Messale Romano.
Tale indulto fu superato con il motu proprio Summorum Pontificum del 7 luglio 2007, con il quale il papa Benedetto XVI affidò ai parroci, senza dovere ricorrere al vescovo diocesano, l'autorità di permettere l'uso del Messale Romano del 1962 nelle messa con partecipazione del popolo. A sua volta, il documento del 2007 è stato superato dal motu proprio Traditionis custodes del 2021, con cui papa Francesco ha dichiarato che è esclusiva competenza del vescovo diocesano autorizzare l’uso del Messale Romano del 1962 nella sua diocesi, seguendo gli orientamenti dalla Sede Apostolica.

## Firmatari della petitizione
- Harold Acton
- Vladimir Davidovič Aškenazi
- John Bayler
- Lennox Berkeley
- Maurice Bowra
- Agatha Christie
- Kenneth Clark
- Nevill Coghill
- Cyril Connolly
- Colin Davis
- Hugh Delargy
- Robert Exeter
- Miles Fitzalan-Howard
- Constantine Fitzgibbon
- William Glock
- Magdalen Goffin
- Robert Graves
- Graham Greene
- Ian Greenlees
- Joseph Grimond
- Harman Grisewood
- Colin Hardie
- Rupert Hart Davies
- Barbara Hepworth
- Auberon Herbert
- John Jolliffe
- David Jones
- Osbert Lancaster
- F.R. Leavis
- Cecil Day Lewis
- Compton Mackenzie
- Georgie Malcolm
- Max Mallowan
- Alfred Marnau
- Yehudi Menuhin
- Nancy Mitford
- Raymond Mortimer
- Malcolm Muggeridge
- Iris Murdoch
- John Murray
- Sean O'Faolain
- E. J. Oliver
- Oxford and Asquith
- William Plomer
- Kathleen Raine
- William Rees-Moog
- Ralph Richardson
- John Ripon
- Charles Russell
- Rivers Scott
- Joan Sutherland
- Philip Toynbee
- Martin Turnell
- Bernard Wall
- Patrick Wall
- Edward Ingram Watkin
- Robert Charles Zaehner